# Derambila lumenaria
Derambila lumenaria là một loài bướm đêm trong họ Geometridae.